# 周公忌父
周公忌父（？—？），春秋初期周国国君，周公旦后裔，公爵。鲁庄公十六年（周僖王四年，公元前678年）他出奔虢国，鲁僖公十年（周襄王二年，前650年）四月，周公忌父、王子党与齐国大夫隰朋立晋公子夷吾为晋惠公。鲁僖公二十四年（周襄王十六年，前636年），王子带之乱，俘获周公忌父与原伯、毛伯，周襄王逃奔郑国。